# Joseph Anton Seyler
Joseph Anton Seyler, auch József Antal (* 9. Februar 1778 in Lauterbach Stadt in Böhmen; † 24. September 1854 in Gran) war ein österreichischer Kapellmeister und Komponist.

## Leben
Ersten musikalischen Unterricht erhielt Seyler bei seinem Onkel, dem Rektor Joseph Seyler in Schönfeld. Nach der Schule machte er eine Lehrerausbildung. Im Jahre 1798 kam er als zweiter Lehrer und Organist nach Buchau bei Karlsbad.
Nach einigen Monaten erhielt er von Baron Trautenberg aus Wildstein das Angebot, seinem Bruder, der im Piemont als Oberstlieutenant ein Bataillon kommandierte, als Kapellmeister zu dienen. Nach einigem Zögern entschied sich Seyler das Angebot anzunehmen.
Nach seiner Heirat und seiner Entlassung übernahm Seyler die Stelle eines Chordirektors an der Burgpfarrkirche in Ofen, mit der auch ein Lehramt an der Elementarschule verbunden war. 1820 erhielt er das Angebot, die Stelle des Regenschori an der Metropolitankirche in Gran zu übernehmen. 1841 ging Seyler in den Ruhestand; sein Sohn Karl Seyler wurde als Nachfolger berufen.

## Werke
- Missa Solemnis, F-Dur (Cappi-Diabelli, 1821)
- Requiem
- Chorkantate aus Anlaß des Kaiserbesuchs, 1818
- verschiedene Orgel- und Orchesterwerke